# Saint-Cricq-du-Gave
Saint-Cricq-du-Gave är en kommun i departementet Landes i regionen Nouvelle-Aquitaine i sydvästra Frankrike. Kommunen ligger i kantonen Peyrehorade som tillhör arrondissementet Dax. År 2022 hade Saint-Cricq-du-Gave 444 invånare.

## Befolkningsutveckling
Antalet invånare i kommunen Saint-Cricq-du-Gave
Referens:INSEE